# Gærsvampesygdomme
 Denne artikel bør gennemlæses af en person med fagkendskab for at sikre den faglige korrekthed.

Gærsvampesygdomme kan forekomme både hos mennesker og dyr.
Cryptokokker og Candida er de mest hyppige sygdomsforårsagende gærsvampearter hos mennesker.
Til behandlig af disse sygdomme benyttes antimykotika

## Cryptokokker
Der findes en række forskellige cryptokok-arter blandt gærsvampefamilien. De to varianter Cryptococcus neoformans og Cryptococcus gatii er årsag til svampeinfektionerne meningitis og sepsis hos mennesker.
Cryptococcus neoformans findes i jord og specielt i jord forurenet med fugleekskrementer. Herfra kan svampeceller inhaleres til luftveje og lunger, men sygdom ses helt overvejende hos patienter med svækket immunsystem, specielt AIDS patienter. I Danmark ses under 5-10 tilfælde årligt. 
Til behandling af Cryptococcus infektioner findes følgende midler: Amphotericin B, flucytocin og azoler (fluconazol og voriconazol). Enkelte arter er resistente overfor fluconazol, hvorfor resistensbestemmelse anbefales.
Den hyppigste infektion forårsaget af C. neoformans er meningitis (hjernehindebetændelse). Svampen formodes at være inhaleret til lungerne, hvorfra den, eventuelt efter lang latens periode, spredes med blodet (sepsis) til centralnervesystemet, hvor infektionen udvikler sig til meningitis eller meningoencephalitis. I modsætning til meningitis forårsaget af bakterier, udvikles cryptokok-meningitis ofte mere langsom med symptomer som hovedpine, svimmelhed, utilpashed, feber og eventuelt ændret personlighed. Først senere udvikles nakke- og rygstivhed og påvirket bevidsthedsniveau, de klassiske tegn på meningitis. Herudover kan Cryptococcus give lungeinfektion og hudinfektion, sidstnævnte i forbindelse med spredning via blodbanen.
I diagnostikken af Cryptococcus-infektion indgår dels mikroskopi og dyrkning af patientmateriale som rygmarvsvæske og blod, dels påvisning af frit Cryptococcus antigen ligeledes i rygmarvsvæske og blodprøve. Antigen-undersøgelse kan laves samme dag, hvis det ønskes og er således en hurtig diagnostik. Det typiske tidsforløb fra prøvetagning til påvisning af Cryptococcus ved dyrkning er ca. 2 – 5 døgn. Efterfølgende resistensbestemmelse tager 3 døgn.

## Candida albicans
Gærsvampen candida albicans er en mikroskopisk mikroorganisme, som forekommer naturligt i naturen, på menneskets hud, slimhinder og i fordøjelseskanalen. I en sund fordøjelseskanal er forholdet mellem candida og andre bakterier 1 til 1 mio. celler. 

### Overvækst af candida (candidiasis)
Candida findes på huden hos alle mennesker, men kan under visse vilkår udvikle sig til en infektion. Den behandles som regel med creme eller eventuelt systemisk (med piller). Svamp i neglene kan kræve en langvarig behandling. Der findes også mange andre svampe som kan give hudsvamp. Alternative midler mod hudsvamp er f.eks. tea tree oil og neemolie.
Svamp i skeden er meget hyppigt hos kvinder. Trøske i munden skyldes ofte candida og er meget almindeligt hos spædbørn.
Ved immunsvage patienter, f.eks. kræft- og aids-syge samt nyfødte med immunsvigt, kan gærsvampene vinde frem uhæmmet, især i fordøjelseskanalen.

### Overvækst af candida i fordøjelseskanalen
Nogle læger og alternative behandlere mener, at candidainfektion i fordøjelseskanalen (mund og tarm) er temmelig hyppigt forekommende og kan bevirke en række følgesygdomme. Dette står i modsætning til den gængse lægevidenskab, som traditionelt mener, at svampeinfektioner uden for hud, negle og skede kun forekommer hos immunsvage patienter, f.eks. spædbørn og terminale kræft- og hiv-patienter. Som sygdom betragtet befinder svampeovervækst i tarmen sig i grænselandet mellem traditionel og alternativ medicin. Billedet er kompliceret af, at der kan opstå en lang række følger og symptomer af candidaovervækst, som langt fra begrænser sig til tarmen, men kan indvirke på hele kroppen. Der er tale om en hypotese, som delvis er underbygget med forskning, men de behandlere og læger, som har erfaring med sygdomsbilledet, mener at sygdommen og dens følgevirkninger er meget reelt forekommende og bør behandles.
Ifølge hypotesen kan forholdet mellem gærsvampe og gavnlige tarmbakterier komme ud af balance. Gærsvampene kan give sig til at vokse uhæmmet, f.eks. på grund af brug af antibiotika, der har dræbt den naturlige tarmflora, mangel på kostfibre, for mange letfordøjelige kulhydrater (især sukker) og et overbelastet fordøjelses- og udrensningssystem (leveren).
Candidasvampen er ligesom visse andre svampe dimorf og kan eksistere i to former: under normale omstændigheder en simpel, encellet organisme, men under særlige vilkår en aggressiv organisme, der udsender rørlignende celletråde (hyfer), sidstnævnte kaldes også den rhizomiske (dvs. rodskydende) form. De vokser direkte ind i tarmvæggen og gør den porøs, og dermed er der skabt passage for skadelige stoffer og ufordøjede proteiner fra tarmen, hvorfra de optages i  blodbanen. Mellem tarmvæggens celler er der normalt såkaldte tight junctions, tætte proteinbånd, som danner et uigennemtrængeligt kit, men hvis de lider skade bliver passage af fremmede molekyler mulig. Dette kaldes med et medicinsk udtryk intestinal (hyper)permeabilitet (forøget tarmgennemtrængelighed) og kendes også under den mere alternative betegnelse leaky gut (utæt tarm). Når ufordøjede proteiner passerer ud i blodbanen, kan de give årsag til allergier (f.eks. fødevareintolerans) eller autoimmune reaktioner (f.eks. mener nogle, at psoriasis udløses på denne måde). Forekomst af gluten- og mælkeprotein i blodet (neuropeptider) menes af mange at have sammenhæng med psykiske symptomer, især autisme eller evt. psykoser, i det neuropeptiderne, også kaldet kaseomorfiner eller opioide peptider, har en lighed med opiodier (morfin) og kroppens egne endomorfiner. Der kan også opstå en allergisk reaktion mod selve svampen, og reaktioner på gluten, mælkeprotein og visse autoimmune fænomener kan muligvis være krydsallergier afledt heraf, idet overfladen af candidasvampene har store ligheder med overfladen af gliadin (gluten), kasein (mælkeprotein) og nogle af kroppens egne celler, f.eks. hormonproducerende celler i skjoldbruskkirtlen.
Ud over den forøgede tarmpermeabilitet kan også selve svampen, i alvorligere tilfælde, brede sig til indre organer via hyfer. En afvigende hypotese findes hos nogle tyske alternative læger, der mener at candidasvampene kan slå sig ned i blodet. Det påvises angiveligt ved mørkefeltmikroskopi af blodet. Det er omstridt, at candida-celleformer skal kunne påvises i blodet, blandt andet fordi cellerne er så små, at de i givet fald er svære at skelne fra de naturlige blodlegemer. Ifølge teorien lever candida, idet den er dimorf, i en form uden cellevægge i blodet, hvorved den ikke angribes af immunsystemet, som netop genkender fremmede mikroorganismer på deres cellevægge.
Ifølge Dr. Alan Levin, immunolog ved University of California, lider hver tredje amerikaner af helbredsproblemer, der relateres til Candida-svamp.
Nogle hyppigt nævnte årsager til ukontrolleret vækst af candida er:
- Gentagne behandlinger med antibiotika, som dræber de naturlige tarmbakterier; evt. kan konserveringsmidler i mad have samme virkning, omend svagere
- Brug af p-piller
- Brug af cortison-præparater
- Overforbrug af sukker og raffinerede kulhydrater
- Overførsel af smitte, f.eks. via skeden eller fra mundhulen
- Øget progesteron-niveau som fører til PMS og forstyrrelser i graviditetshormonbalancen
- Ernæringsmæssige mangeltilstande
- Brug af NSAID-præparater (f.eks. Ibuprofen og Kodimagnyl), der skader tarmslimhinden

Gærsvampe påvirkes ikke af antibiotika som f.eks. penicillin, men blomstrer tværtimod op, fordi deres fjender, den bakterielle tarmflora, dræbes eller svækkes. Der opstår en ubalance i tarmen mellem de to typer mikroorganismer, og gærsvampen kan derfor formere sig hurtigt. Derved udskilles der for mange giftstoffer i kroppen, og det generelle immunforsvar svækkes. Når candida trives, udskilles giftige stoffer til hele kroppen. Ifølge hypotesen kan det være meget svært at få den gode balance mellem candida og bakterier tilbage igen.
Symptomerne kan være mangfoldige, men typisk nævnes:
- Fordøjelsessystem: Oppustethed, flatulens (prutter), mavekrampe, diarré/forstoppelse (evt. skiftevis), manglende evne til vægttab, trøske i munden, slim i afføringen
- Nervesystem: Kronisk træthed, angst, humørsvingninger, hukommelsestab, "tåget" fornemmelse, depression og kronisk søvnløshed. Især hos børn: hyperaktivitet, autisme, aggression, kort koncentrationsbesvær. Hos kvinder endvidere PMS-symptomer (manglende sexlyst, grådanfald, depression, humørsvingninger).
- Hud: Udslæt, eksem, psoriasis, sveden uden fysisk anstrengelse, akne, hudsvamp og neglesvamp
- Kønsdele og urinveje: Hos kvinder: Milde til svære PMS-symptomer, menstruationssmerter, gentagne infektioner i skede og blære. Hos mænd: Kronisk kløe ved anus, prostatainfektioner, impotens, udslæt på kønsorganer og inderlår.
- Hormonsystemet: Dårligt fungerende skjoldbruskkirtel medførende hypothyroidisme, "udbrændte" binyrer (adrenal fatigue), dårligt fungerende bugspytkirtel. Disse endokrinologiske problemer kan være årsag til ekstrem udmattelse, svage muskler, lav kropstemperatur, sovende eller "død" fornemmelse i fingre, fødder og tæer, ekstrem trang til sukker og kulhydrater, insulinresistens (overlapper med billedet ved kronisk træthedssyndrom
- Immunforsvaret: Gentagne infektioner, specielt i øret, næsen, halsen, åndedrætsorganerne og kønsdelene
- Overfølsomhedssyndrom: Dette opstår idet kroppen forsøger at neutralisere candidasvampen ved at producere antistoffer (proteiner). Antistofferne gør kroppen overfølsom overfor mug, fødevarer og miljømæssige faktorer, en tilstand der kaldes "allergisk reaktionssyndrom".

Behandlingen består som regel i kostomlægning (stærkt begrænset forbrug af sukker og raffineret kulhydrat, øget kostfiber). For at modvirke inflammation og fremme genoprettelsen af en sund tarmvæg anbefales det at undgå eventuelle fødevarer som man reagerer med intolerans på, i det mindste i en periode. Nogle, men ikke alle, fraråder endvidere alkohol og alle fødevarer der kan indeholde skimmelsvampe og gær. Det menes at tungmetaller i kroppen kan fremme gærsvampenes vækst, og derfor anbefales det ofte at lade sine amalgam(kviksølv)plomber i tænderne fjerne (hos en tandlæge, der kender problematikken og kan håndtere dem på sikker vis).
Mange behandlere giver kosttilskud eller lægemidler til at dræbe eller hæmme svampeinfektionen. Blandt gængse lægemidler findes nystatin og amfotericin B, der er ret bivirkningssvage, idet de ikke trænger gennem tarmvæggen ud i kroppen, eller flucanozol, der har virkning (og bivirkninger) på hele kroppen, bl.a. kan leveren blive belastet. Blandt urtemidler findes bl.a. ipe roxo, skaller af sort valnød, aloe vera-saft, grapefrugtkerneekstrakt eller funktionelle fødevarer som olivenolie, kokosolie (indeholdende kaprylsyre), bukkehornsfrø og hvidløg. Desuden er der homøopatiske præparater. Der markedsføres også flere og flere kombinationspræparater, f.eks. polygodial (fra den newzealandske urt horopito, Pseudowintera colorata) med anethol (fra anisolie) Præparatet Candex består af et enzym der sigter til at nedbryde svampenes cellevægge, der består af cellulose. Det veterinære præparat lufuneron hæmmer produktionen af kitin, som er en del af svampenes cellevæg.
Der er flere strategier, og nogle læger og behandlere foretrækker en diæt uden stærke svampemidler, da svampen netop udsender hyfer, når den er ved at dø, og således også når den bekæmpes med medicin. Andre mener omvendt, at "udsultning" af svampen via en kulhydratfattig kost er uhensigtsmæssig, fordi svampen også i det tilfælde udsender hyfer; disse anbefaler derfor en intensiv behandling, f.eks. fire uger med nystatin, sammen med en længerevarende kostomlægning. Nogle mener, at forskellige svampedræbende midler bør roteres, dvs. skiftes med en uges eller ti dages mellemrum, for at undgå resistens.
Samtidig med indsatsen mod gærsvampen anbefales det at tage mælkesyrebakterier (eller surmælksprodukter eller syrnede grøntsager) til at genoprette den naturlige tarmflora.
I begyndelsen af behandlingen kan en Herxheimer-reaktion forekomme. Dette er en forbigående reaktion i immunsystemet, som reagerer på store mængder toksiner udsendt af de døende svampe eller andre fremmede mikroorganismer. Symptomerne kan være som en forværret infektion med feber, kulderystelser, hududslæt m.v., og varigheden er fra nogle timer op til få dage. Som ved alle antibiotikabehandlinger frarådes det at afbryde behandlingen på dette tidspunkt. Ufuldstændig behandling vil fremme resistens, ligesom det sker ved andre mikroorganismer, idet de svage stammer dør, og de stærke overlever, men særlig for særlig for svampe fremmer man også den aggressive, hyfedannende form.

## Gærsvampe hos kvæg
Gærsvampeinfektion kan opstå hos kvæg. Infektionen stammer ofte fra ensilage og kan vare i flere uger. En sikker behandlingsmåde er hyppig udmalkning.

## References
1. ↑  de:Günther Enderlein
2. ↑  en:Candex
3. ↑  The Fungus Link, af Doug A. Kaufmann